# Вердер (місто)
Вердер (нім. Werder (Havel)) — місто у Німеччині, у землі Бранденбург у 35 км від Берліна. 
Входить до складу району  Потсдам-Міттельмарк. Населення становить 26 662 ос. (станом на 31 грудня 2020). Площа - 115,99 км². Офіційний код — 12 0 69 656. 
Місто поділяється на 8 міських районів. 

## Демографія
- Динаміка населення з 1875 року в сучасних кордонах (Синя лінія: населення; Пунктир: відносна порівняльна динаміка населення землі Бранденбург; Сірий фон: період Третього рейху; Помаранчевий фон: період НДР)
- Динаміка населення (синя лінія) і прогнози

| Рік  | Населення |
| ---- | --------- |
| 1875 | 9 271     |
| 1890 | 11 415    |
| 1910 | 12 925    |
| 1925 | 14 342    |
| 1939 | 19 699    |
| 1950 | 20 469    |
| 1964 | 18 250    |

| Рік  | Населення |
| ---- | --------- |
| 1971 | 18 017    |
| 1981 | 18 069    |
| 1985 | 18 159    |
| 1990 | 17 838    |
| 1995 | 19 404    |
| 2000 | 22 218    |
| 2005 | 22 874    |

| Рік  | Населення |
| ---- | --------- |
| 2010 | 23 017    |
| 2015 | 24 856    |
| 2016 | 25 345    |
| 2017 | 25 695    |
| 2018 | 26 184    |
| 2019 | 26 412    |
| 2020 | 26 662    |

Джерела даних вказані на Wikimedia Commons.

## Галерея

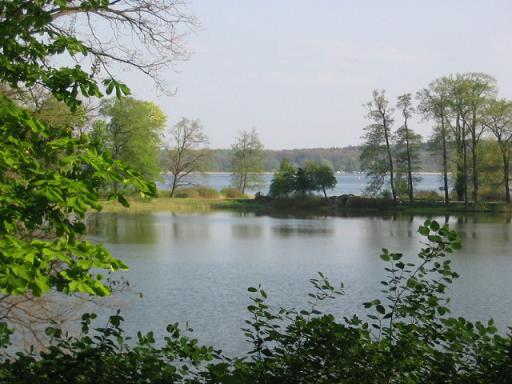
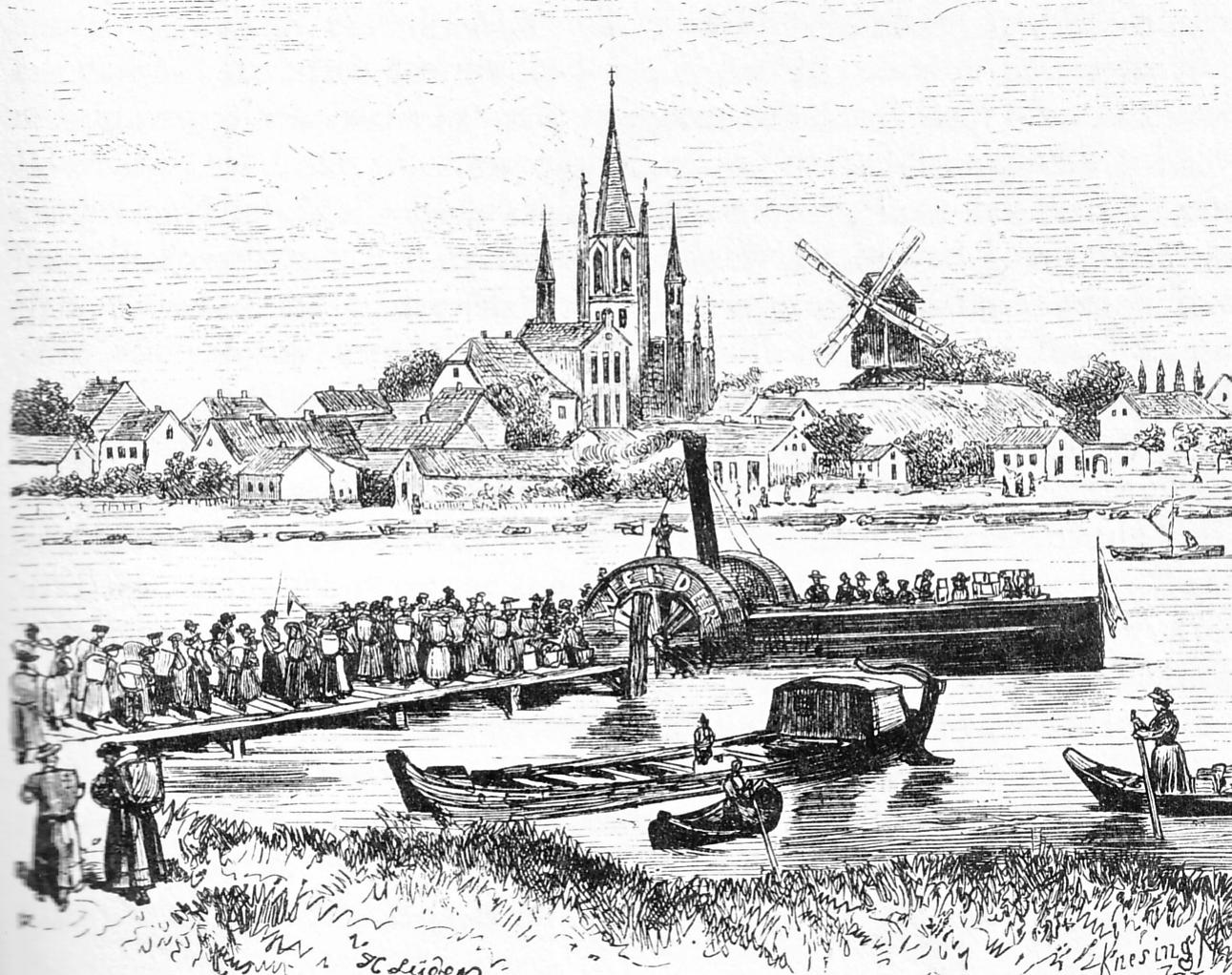
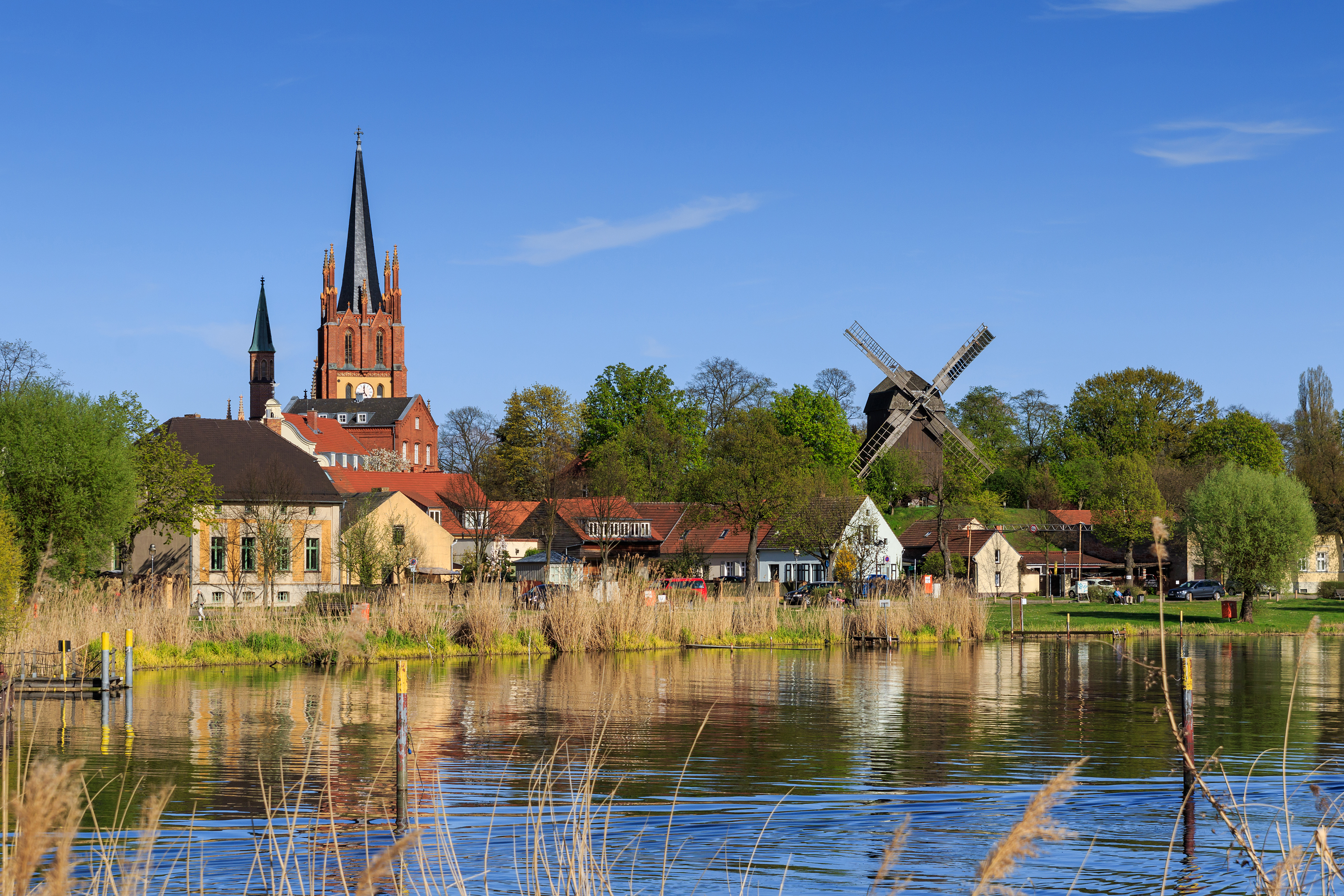
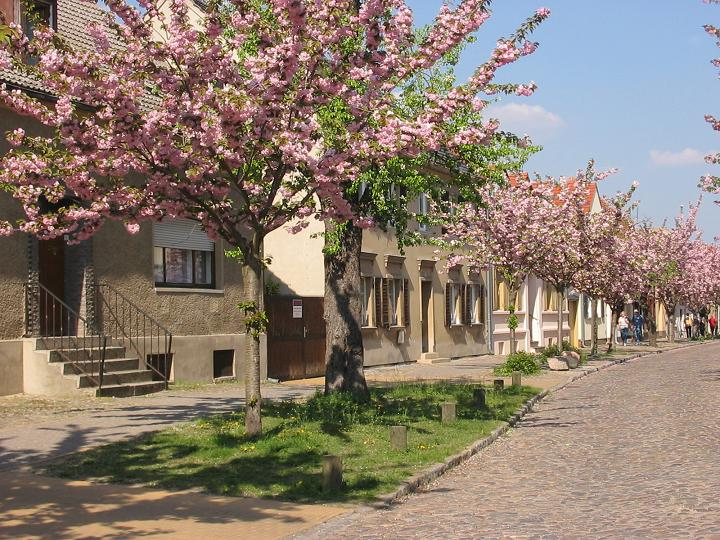
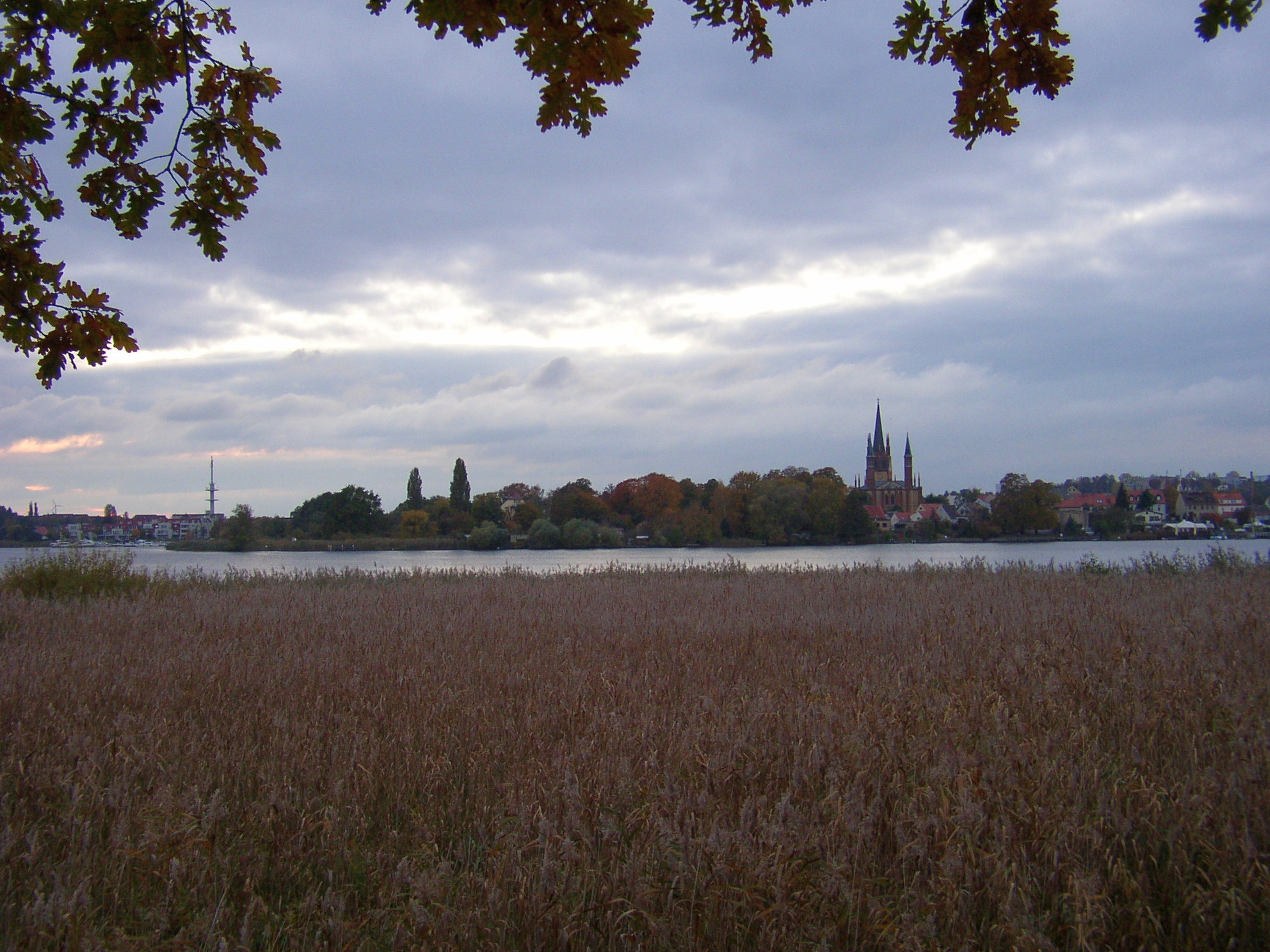
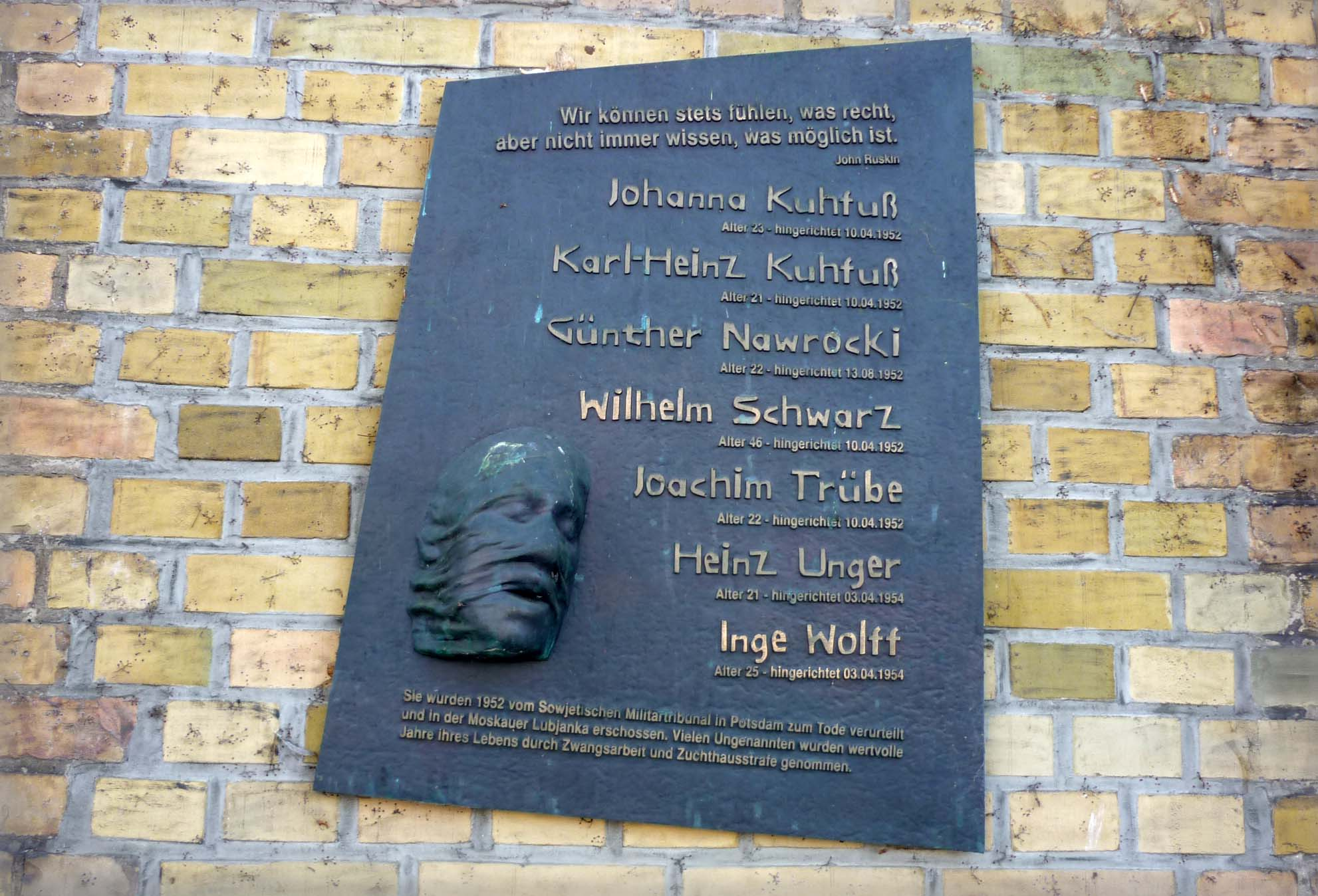

## Міста-побратими
- Біржай( Литва)
- Оппенгайм (Німеччина)